# Margrethe Marstrand
Margrethe Lønborg Marstrand, født Margrethe Lønborg-Jensen (30. marts 1874 i København, død 16. oktober 1948 i Lejre) var en dansk lærer og forfatter. Hun var søster til maleren og arkitekten Aage Lønborg-Jensen.
Hun er uddannet fra N. Zahles Skole.
Hun udarbejdede materiale der skulle hjælpe børn til at læse hurtigere, den såkaldte ordbilledmetode. I 1907 udgav hun bogen Min første bog, som i 1947 var trykt i 106.000 eksemplarer.
Hun blev gift 8. juli 1915 med borgmester Jacob Nicolaj Marstrand.